# Réseau d'écoute, d'appui et d'accompagnement des parents
Les réseaux d'écoute, d'appui et d'accompagnement des parents (REAAP) ont été créés par la circulaire DIF/DGAS/DIV/DPM N°1999/153 du 9 mars 1999, à la suite de la conférence de la famille de 1998.